# فرودگاه گبز
فرودگاه گبز (به انگلیسی: Gabbs Airport) یک فرودگاه همگانی بهره‌برداری هوایی با کد یاتا GAB است که یک باند فرود خاک دارد و طول باند آن ۱۷۹۸ متر است. این فرودگاه در کشور ایالات متحده آمریکا قرار دارد و در ارتفاع ۱۴۳۳ متری از سطح دریا واقع شده‌است.